# Urinsyre
Urinsyre, som ikke må forveksles med urinstof, er slutproduktet i nedbrydningen af nukleinsyrer (her: nedbrydningen af purinbaser). Det foregår hos mange dyrearter som krybdyr, fugle, aber og mennesker. Hos krybdyr og fugle er det dog sådan, at også aminosyrer bliver nedbrudt til urinsyre. Hos de fleste arter omdannes urinsyren videre til allantoin, men hos mennesker og menneskeaber sker dette ikke, og urinsyren anvendes i stedet som en vigtig antioxidant i blodet. Denne tilpasning skyldes at ovenstående arter har mistet evnen til selv at danne askorbinsyre, en anden vigtig antioxidant. Urinsyrens salte hedder urater.

## Struktur
Urinsyre er opbygget på grundlag af en aromatisk, sekstallig ring, som danner 2,6,8-Trihydroxypurin, og til denne ring er der bundet en femtallig ring. I ringstrukturen er fire kulstofatomer substituieret med fire kvælstofatomer på pladserne 1, 3, 7 og 9. Hydroxy- eller carbonylgrupper er bundet til pladserne 2, 6 og 8. Urinsyre optræder i to tautomere former, henholdsvis enol og keton.

## Egenskaber
Urinsyre danner hvide, lugtløse krystaller, som smelter ved 300 °C. Urinsyre er så svag en syre, at den kun fraspalter ganske lidt hydron (f.eks. i vandig opløsning), mens den er let opløselig i baser. Ligeledes har dens salte med alkalimetallerne (særligt med lithium) en større opløselighed i vand.

## Biologisk betydning

### Fysiologi
Hos hominiderne, dvs. mennesker, chimpanser, gorillaer og orangutanger, opstår urinsyren som et nedbrydningsprodukt fra purinbaserne, og den er dermed slutproduktet af purinstofskiftet. Den dannes ud fra hypoxantin eller Xanthin under medvirkning af enzymet xantinoxidase. Urinsyre udskilles for 75 % vedkommende via nyrerne, mens resten afgives i spyt, sved eller sammen med tarmindholdet. Den daglige udskillelse er på ca. 1 g.
Hos andre pattedyr omdannes urinsyren til allantoin ved hjælp af enzymet uricase.
Selv om hominiderne ikke kan nedbryde urinsyre, har de et effektivt returoptagelsessystem i nyrerne i form af en urinsyre/anionudveksling (URAT1). Af samme grund har de et 5-10 gange højere urinsyrespejl i blodet end andre pattedyr. Denne tilpasning kan skyldes, at disse arter har mistet evnen til selv at danne askorbinsyre, en anden vigtig antioxidant.

### Sygdom
Under bestemte betingelser kan der opstå et forhøjet niveau af urinsyre i kroppen. Den hyppigste årsag er utilstrækkelig udskillelse af urinsyre gennem nyrerne. Hvis koncentrationen af urinsyre når sin overgrænse i nyrerne, kan stoffet trænge ud i urinveje, blodbane og forskellige bløde vævstyper, hvor det kan aflejres. 
Som følge heraf kan der dannes sten i urinvejene, og der kan opstå gigt, eller der kan opstå tilstopning forskellige steder i kroppen. Her spiller natriumsaltet af urinsyre (natriumurat) en betydelig rolle, da det afsættes som krystaller (gigt) eller sten (nyresten).

### Fugle og krybdyr
I fugle og krybdyr dannes urinsyre generelt som slutprodukt efter nedbrydningen af kroppens kvælstofholdige stoffer, det være sig nukleotider fra RNA og DNA, aminosyrer fra proteiner og meget andet. Hos dem udskilles det i fast form: i fugleklatter er det den hvide del af klatten. Urinsyre er ansvarlig for fugleklatters evne til at ætse og ødelægge f.eks. bilers lak.

## Eksterne links
- Netdoktor: Podagra (urinsur gigt, arthritisurica) Arkiveret 2. oktober 2012 hos  Wayback Machine - letlæst gennemgang af emnet